# Santa Maria della Vita

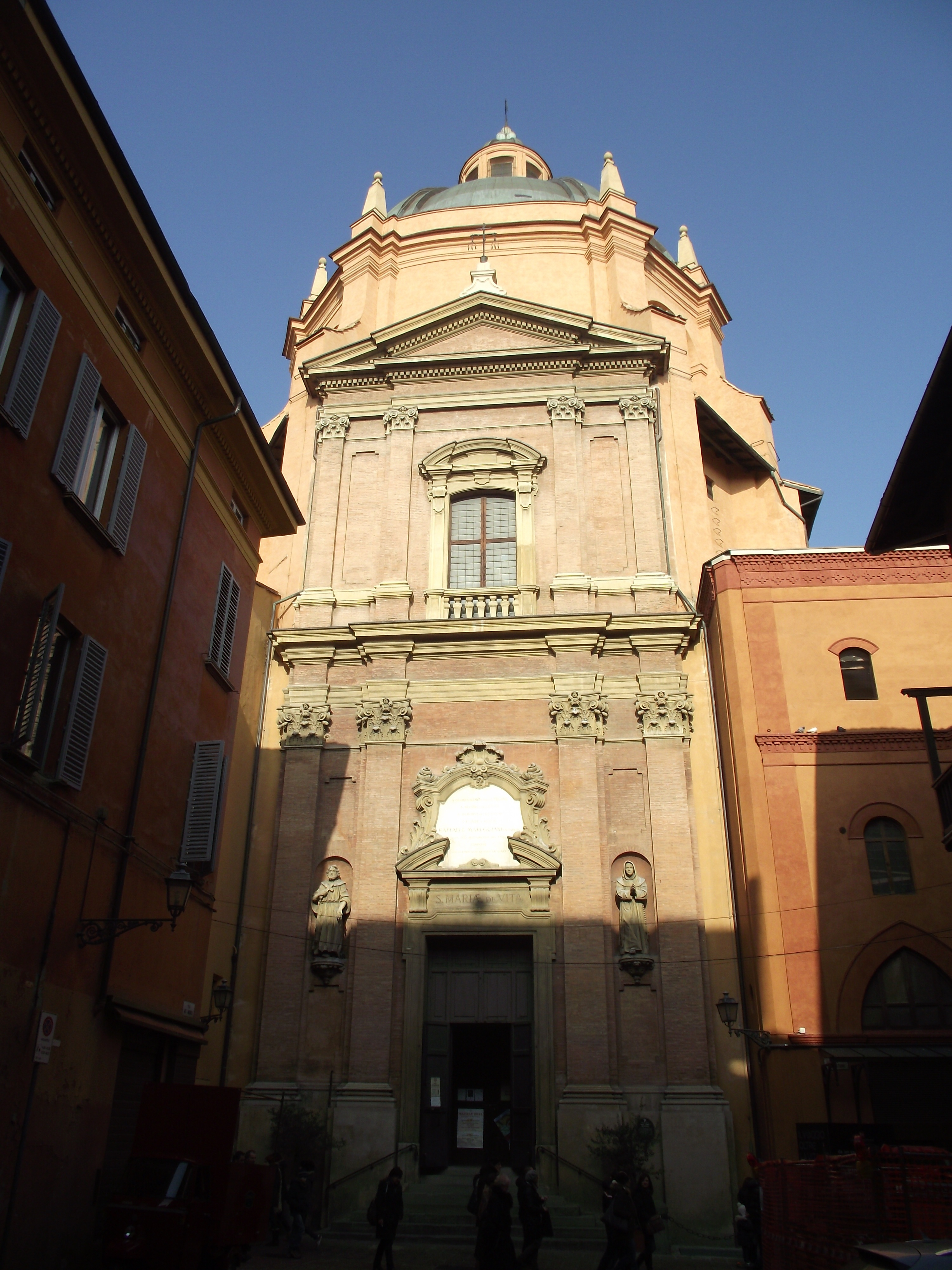
Santa Maria della Vita

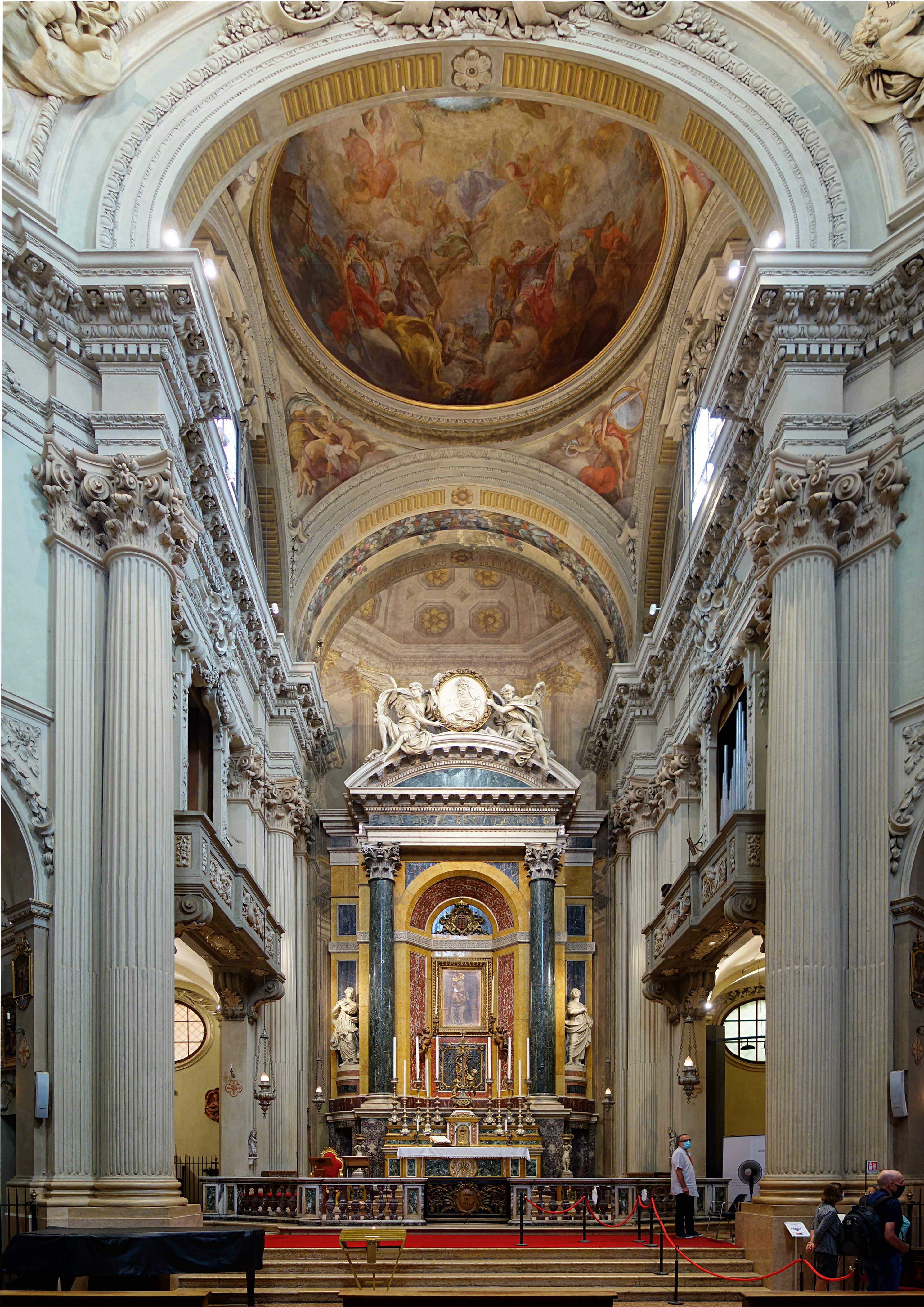
Innenraum

Santa Maria della Vita ist eine spätbarocke Marienkirche (Santuario) im Zentrum von Bologna.

## Geschichte
Die Kirche geht zurück auf eine Gründung durch Flagellanten in der zweiten Hälfte des 13. Jahrhunderts. Der Komplex umfasste auch ein Hospital. Nach Erweiterungen um 1500 erfolgte zwischen 1687 und 1690 nach Plänen von Giovanni Battista Bergonzoni der Neubau der heutigen Kirche. Der elliptische Zentralbau erhielt 1787 die Kuppel von Giuseppe Tubertini.
Neben der Kirche befinden sich ein Oratorium und ein kleines Museum mit Sakralkunst.

## Beweinungsgruppe
In der Kapelle rechts des Hauptaltars findet sich eine expressive Beweinungsgruppe aus Terrakotta von Niccolò dell’Arca.

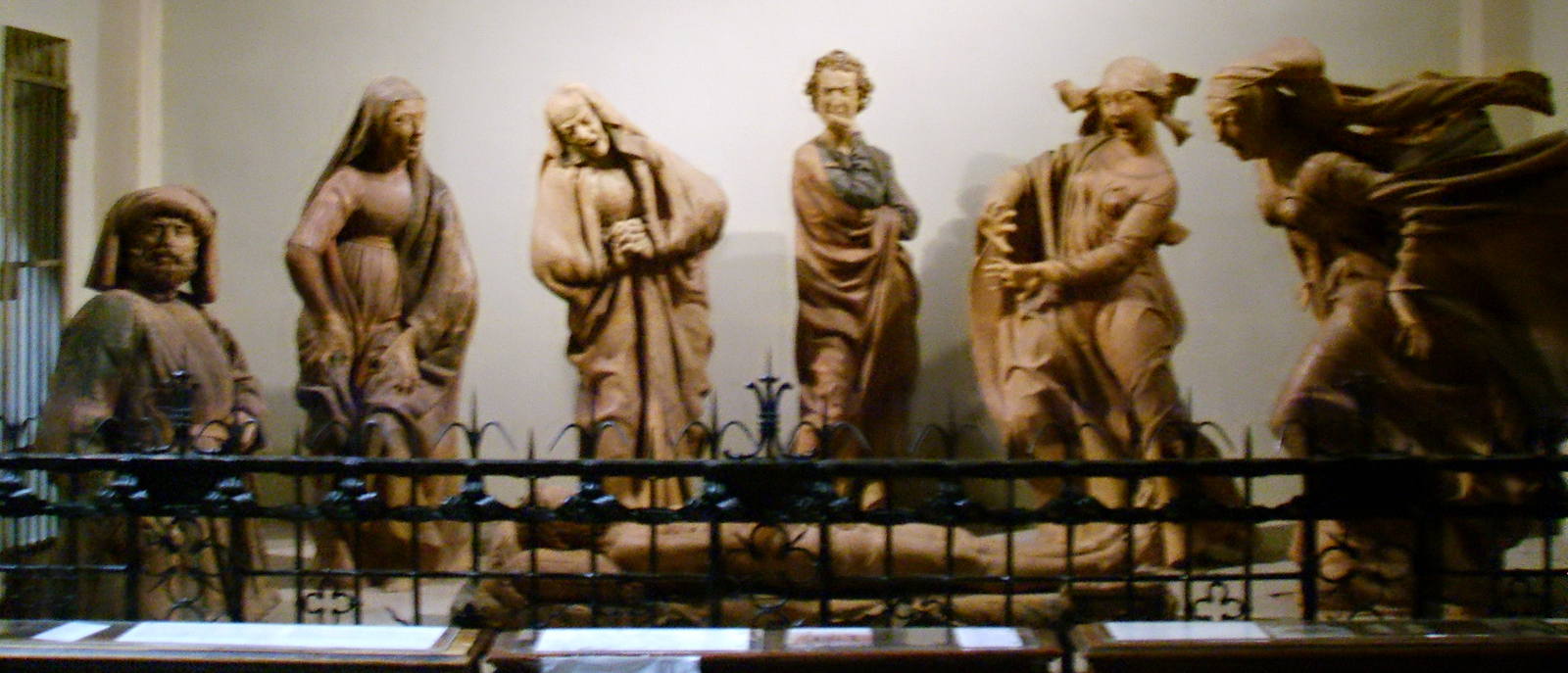
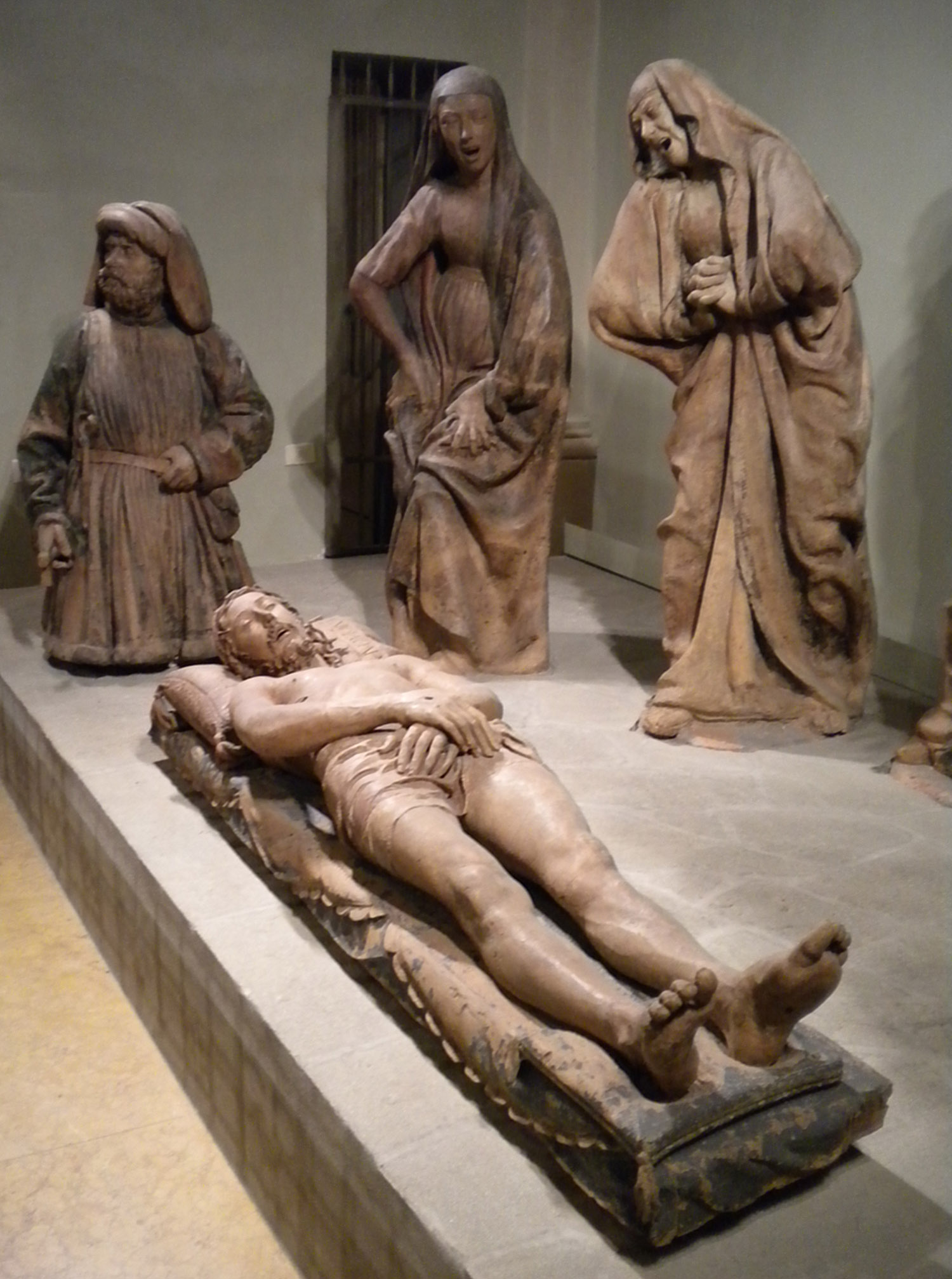
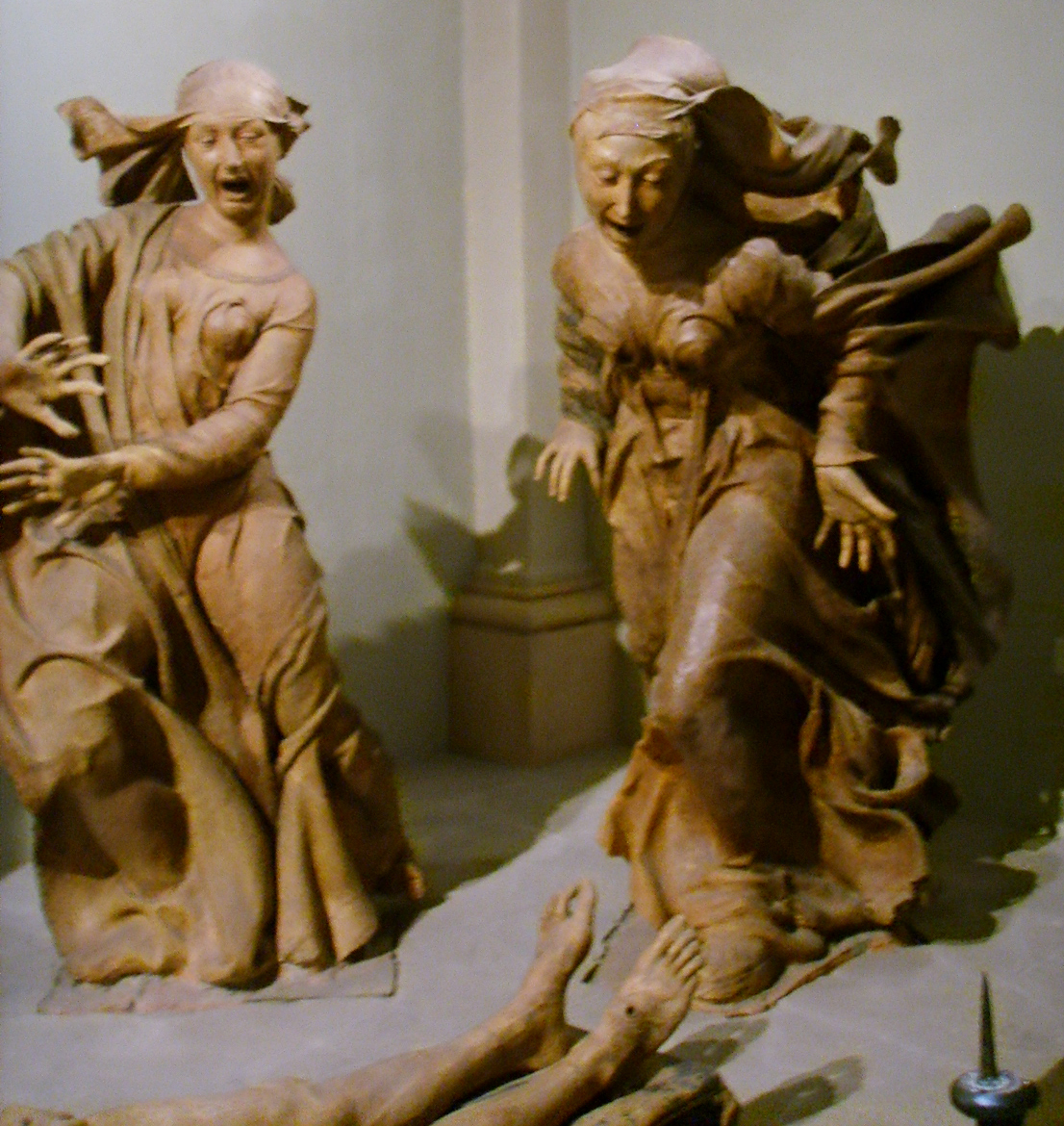